# A Midsummer Nmixx's Dream
A Midsummer Nmixx's Dream es el tercer álbum sencillo del grupo femenino surcoreano Nmixx. Fue publicado el 11 de julio de 2023 a través de JYP Entertainment y distribuido por Dreamus y Republic Records, y contiene cuatro pistas, incluyendo su sencillo principal titulado «Party O'Clock».

## Antecedentes y lanzamiento
El 20 de junio de 2023, JYP Entertainment anunció que Nmixx lanzaría su tercer álbum sencillo, titulado A Midsummer Nmixx's Dream, el 11 de julio. Dos días después, se publicó el calendario promocional. Se anunció que se prelanzaría un sencillo del nuevo álbum. El 24 de junio, se lanzó un vídeo teaser titulado 'A Midsummer Night's Phantom'. El 26 de junio se publicó la lista de canciones con «Roller Coaster» anunciado como el sencillo de prelanzamiento y «Party O'Clock» como el sencillo principal. El 30 de junio, se lanzó un vídeo con un popurrí musical de las pistas del nuevo álbum.
El 2 de julio de 2023 se lanzó el adelanto del vídeo musical de «Roller Coaster». Al día siguiente se publicó el sencillo «Roller Coaster» junto con su vídeo musical. El 9 de julio se lanzó el teaser del vídeo musical de «Party O'Clock». El álbum sencillo fue lanzado junto con el vídeo musical de «Party O'Clock», su sencillo principal, el 11 de julio de 2023.

## Composición y letras
A Midsummer Nmixx's Dream consta de cuatro pistas. La primera pista y sencillo principal, «Party O'Clock», fue descrita como una canción pop basada en el garage rock, caracterizada por una «melodía brillante y emocionante» con letras sobre «resolver las cosas misteriosas que suceden en el bosque en una noche de verano». el sencillo principal, «Roller Coaster», fue descrita como una canción urban house con un «preestribillo de ensueño».

## Lista de canciones
| CD / Descarga digital |                                 | |                                                                                                   |                  |          |  |
| N.º                   | Título                          | Letras | Música                                                                                            | Arreglos         | Duración |  |
| 1.                    | «Party O'Clock»                 | J.Y. Park, Danke (Lalala Studio), Dr. Jo, Hwang Yu-bin (Verygoods), Wkly, Lee Seu-ran (JamFactory), Oh Hyeon-seon (Lalala Studio) | Josefin Glenmark, Paulina "Pau" Cerrilla, Harry Sommerdahl, Fabian "Phat Fabe" Torsson, J.Y. Park | Bangers & Cash   | 3:03     |  |
| 2.                    | «Roller Coaster»                | Seo Ji-eum | Justin Reinstein, Suhyppy, Anna Timgren                                                           | Justin Reinstein | 2:59     |  |
| 3.                    | «Party O'Clock» (instrumental)  | | Josefin Glenmark, Paulina "Pau" Cerrilla, Harry Sommerdahl, Fabian "Phat Fabe" Torsson, J.Y. Park | Bangers & Cash   | 3:03     |  |
| 4.                    | «Roller Coaster» (instrumental) | | Justin Reinstein, Suhyppy, Anna Timgren                                                           | Justin Reinstein | 2:59     |  |
| 12:04                 |                                 | |                                                                                                   |                  |          |  |

## Historial de lanzamiento
| País           | Fecha                | Formato                    | Sello                               |
| -------------- | -------------------- | -------------------------- | ----------------------------------- |
| Corea del Sur  | 11 de julio de 2023  | Descarga digital streaming | JYP Entertainment, Dreamus          |
| Estados Unidos | 11 de agosto de 2023 | CD                         | JYP Entertainment, Republic Records |